# Zulfikar Ali Buto
Zulfikar Ali Buto, pakistanski politik in predsednik Pakistana, * 5. januar 1928, † 4. april 1979.
Po neuspešni pakistansko-indijski vojni leta 1971 je postal predsednik Pakistana. Pod njegovim vodstvom je bila sprejeta nova ustava, po kateri je Pakistan spremenil državno ureditev iz predsedniškega v parlamentarni sistem. Buto je bil takrat izvoljen za ministrskega predsednika in v tej vlogi vodil državo do leta 1977.
Takrat je general Mohamed Zia-ul-Haq vodil državni udar, v katerem je bil Buto odstavljen in zaprt. Obtožen je bil, da je naročil umor svojega političnega nasprotnika in obsojen na usmrtitev z obešenjem.
Njegova hči Benazir Buto je postala ministrska predsednica države, sin Murtaza Bhutto pa poslanec.